# Кожмани
Кожмани (на словенски: Kožmani) е село в Словения, регион Горишка, община Айдовшчина. Според Националната статистическа служба на Република Словения през 2015 г. селото има 110 жители.